# Société d'autoservices de la Vallée d'Aoste
La Société d'autoservices de la Vallée d'Aoste (SAVDA), est la société gérant le transport en commun de la région autonome Vallée d'Aoste.
Le siège de la société est situé à Aoste.

## Histoire
Née en 1947, Savda adopte la structure actuelle en 1960, en tant que titulaire d'une concession régionale lui permettant de gérer 50 % environ du transports routier.
En 2016, Savda fusionne avec le groupe Arriva Italie.

## Description
En ce qui concerne le transport en commun urbain et suburbain de la capitale régionale et des communes limitrophes, la société concessionnaire est la SVAP.
L'activité de la SAVDA s'est élargie en dehors du territoire régional, et comprend aujourd'hui, partiellement ou totalement, le contrôle de nombreuses autres sociétés d'autoservices et de quelques agences de voyages.
Le parc disponible compte environ 110 exemplaires.
La gare routière d'Aoste se situe au parking « Georges Carrel », près de la gare d'Aoste.

## Liste des lignes

### Lignes régionales
- Verrand - Courmayeur - Val Ferret
- Courmayeur - Val Vény

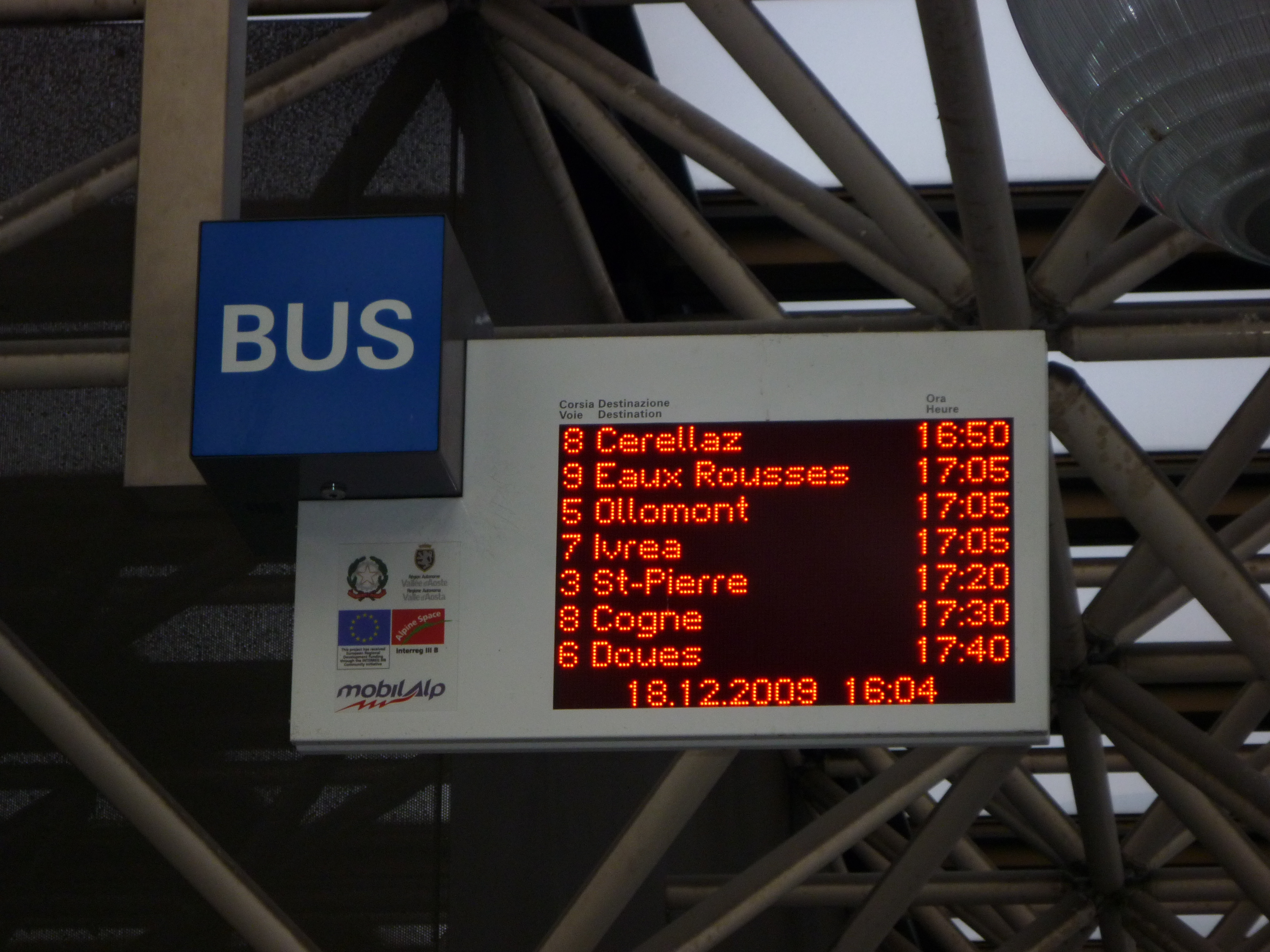
Le panneau des horaires à la gare routière de l'avenue Georges Carrel.

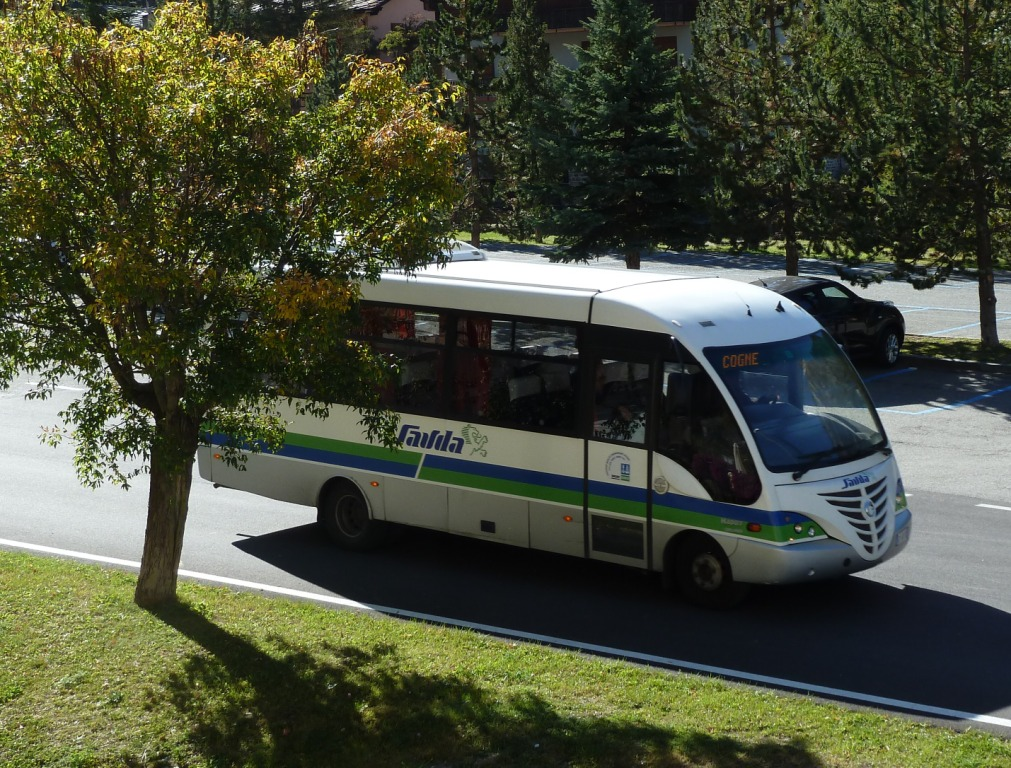
Navette en service sur la ligne Lillaz-Cogne

- Dolonne - Verrand - Ermitage (Est)
- Aoste - Courmayeur
- Morgex - Pré-Saint-Didier - La Thuile
- La Thuile - La Joux
- La Salle - Tête d'Arpy - La Thuile - Col du Petit Saint Bernard (Navette Alpis Graia)
- Courmayeur - La Salle - Courmayeur
- Villeneuve - Valgrisenche
- Villeneuve - Rhêmes-Notre-Dame
- Villeneuve - Valsavarenche
- Villeneuve - Saint-Nicolas - Cerellaz
- Villeneuve - Aymavilles - Villeneuve
- Villeneuve - Saint-Pierre (colline) - Villeneuve
- Aoste - Excenex - Planet - Aoste
- Aoste - Planet - Excenex - Aoste
- Aoste - Saint-Rhémy-en-Bosses - Col du Grand-Saint-Bernard
- Aoste - Allein
- Aoste - Ville-sur-Nus
- Aoste - Olleyes - Chétoz - Aoste
- Aoste - Saint-Barthélemy
- Nus - Fénis - Saint-Marcel - Quart - Nus
- Nus - Fénis - Chambave - Nus
- Châtillon - Saint-Denis - Verrayes
- Chambave - Saint-Vincent
- Châtillon - Le Breuil
- Le Breuil - Ciel-Haut
- Châtillon - Torgnon
- Châtillon - La Magdeleine
- Châtillon - Saint-Vincent - Châtillon
- Saint-Vincent (Cillian) - Châtillon
- Saint-Vincent (Teinsod) - Saint-Vincent (Moron)
- Châtillon - Émarèse
- Saint-Vincent - Col de Joux
- Saint-Vincent - Montjovet - Saint-Vincent
- Aoste - Ivrée
- Aoste - Pont-Saint-Martin
- Aoste - Châtillon
- Aoste - Arnad

### Lignes nationales
- Aoste - Aéroport de Turin
- Aoste - Ivrée
- Breuil (Valtournenche) - Turin - Milan
- Courmayeur - Aoste - Milan
- Courmayeur - Aoste - Turin

### Lignes internationales
- Aoste - Bourg-Saint-Maurice (Savoie, France)
- Aoste - Martigny (Valais, Suisse)
- Aoste - Courmayeur - Chamonix (Haute-Savoie, France)
- Pont-Saint-Martin - Aoste - Courmayeur - Chamonix (Haute-Savoie, France) - Annecy (Haute-Savoie, France) - Chambéry (Savoie, France)
- Aoste - Col de l'Iseran (Savoie, France)
- Saint-Vincent - Genève (Suisse)
- Tour du Mont Blanc  /  /